# Воун-меу
Воун-меу (Chanco, Chocama, Noanama, Noanamá, Noenama, Nonama, Waumeo, Waun Meo, Waunana, Wounaan, Woun Meu, Wounmeu) — чокоанский язык, на котором говорит народ эмбера-воунаан, который проживает на берегах средней и нижней реки Сан-Хуан, особенно на севере муниципалитета Буэнавентура (департамент Валье-дель-Каука) департамента Чоко в Колумбии, а также на юго-восточных низменностях в Панаме.
Алфавит для воун-меу утверждён в 2010 году и содержит следующие буквы: A a, Ã ã, Ä ä, Ʌ ʌ, Ʌ̃ ʌ̃, Ʌ̈ ʌ̈, B b, Ch ch, D d, E e, Ẽ ẽ, Ë ë, G g, H h, I i, Ĩ ĩ, J j, K k, K' k', L l, M m, N n, O o, Õ õ, Ö ö, P p, P' p', R r, Rr rr, S s, T t, T' t', U u, Ũ ũ, W w, Y y.